# Acacia craibii
Acacia craibii é uma espécie de leguminosa do gênero Acacia, pertencente à família Fabaceae.